# Rivière Saint-Pierre (rivière Saint-Régis)
Pour les articles homonymes, voir Saint-Pierre.
La rivière Saint-Pierre est un affluent rive droite de la rivière Saint-Régis. La rivière Saint-Pierre coule dans la municipalité de Saint-Rémi (dans la MRC des Jardins-de-Napierville) et de Saint-Constant et Sainte-Catherine  (dans la MRC de Rousillon), dans la région administrative de la Montérégie, au sud-ouest de la Province de Québec, au Canada.

## Géographie
Les principaux bassins versants voisins de la rivière Saint-Pierre sont :
- côté nord : rivière Saint-Régis, voie maritime du Saint-Laurent, fleuve Saint-Laurent ;
- côté est : rivière de la Tortue ;
- côté sud : rivière Noire ;
- côté ouest : rivière de l'Esturgeon.

La rivière Saint-Pierre prend sa source de la confluence des branches Sainte-Maire et Pigeon drainant la zone au nord de la ville de Saint-Rémi.
À partir de Saint-Rémi, la rivière Saint-Pierre coule vers le nord en territoires agricoles. La rivière est longée du côté est par la route 209. Après avoir traversé sous le pont de l'autoroute 30, la rivière Saint-Pierre traverse vers le nord la ville de Saint-Constant où elle recueille les eaux de la branche ouest venant du village de Saint-Isidore ; puis elle traverse le territoire des villes de Saint-Constant, de Delson et de Sainte-Catherine où elle conflue sur la rive droite de la rivière Saint-Régis au nord de la route 132. L'embouchure de cette dernière est situé tout près de l'écluse de Côte-Sainte-Catherine, en amont de l'embouchure de la rivière de la Tortue.

## Toponymie
Le toponyme « rivière Saint-Pierre » a été officialisé le 5 décembre 1968 à la Commission de toponymie du Québec.